# パトリック・シック
パトリック・シック（Patrik Schick, 1996年1月24日 - ）は、チェコ・プラハ出身のサッカー選手。ブンデスリーガ・バイエル・レバークーゼン所属。チェコ代表。ポジションはフォワード。

## クラブ経歴

### デビュー
チェコのACスパルタ・プラハのユースチームでキャリアをスタートさせ、2014年5月3日、FKテプリツェ戦でデビューを果たした。

### サンプドリア
2016年7月13日、イタリアのUCサンプドリアに移籍、この2016-17シーズンは32試合で11ゴールを挙げるを見せると、2017年6月22日、ユヴェントスFC移籍に向けてメディカルチェックを受けることが発表されたが、移籍は破談した。

### ローマ
2017年8月29日、ASローマに買取義務付のレンタルで移籍した。契約期間は5年で、レンタル料金の500万ユーロに加えて、買い取りには900万ユーロを支払う必要があり、さらに2020年2月までに2000万ユーロを支払う義務がある。条件達成次第で最大800万ユーロのボーナスを支払う必要がある。2020年2月前に売却された場合、ローマはサンプドリアに2000万ユーロか、売却金額の50％が2000万ユーロより高額の場合は売却金額の50％を支払う。背番号は14番。2018年3月1日、シックがローマに完全移籍したことが発表された。しかしローマでは58試合8ゴールと全く活躍出来なかった。

### RBライプツィヒ
2019年9月2日、RBライプツィヒに1年間のレンタルで移籍した。レンタル料は350万ユーロと最大50万ユーロのボーナスで、RBライプツィヒが2020-21シーズンのUEFAチャンピオンズリーグの出場権を獲得した場合は2900万ユーロ、それ以外では2800万ユーロでの買取オプションが付随している。ライプツィヒでは28試合10ゴールと活躍した。

### バイエル・レバークーゼン
2020年9月8日、バイエル・レバークーゼンと5年契約を結んだ。移籍金は2650万ユーロ。2020-21シーズンは29試合で9ゴールを挙げた。2021-22シーズン、これまでのキャリア最多のリーグ戦24ゴールを挙げて来期のチャンピオンズリーグの出場権獲得に貢献した。

## 代表経歴
チェコ代表として各年代でプレーした。2016年5月27日、マルタとの親善試合でA代表初ゴールを決めた。
2021年6月、UEFA EURO 2020ではグループステージ初戦のスコットランド戦では2ゴールを挙げて勝利に貢献、このうち2点目のゴールは相手GKの意表を突いた、45メートルを超えるものであった。続く第2戦のクロアチア戦ではデヤン・ロヴレンから受けた肘打ちで流血するも、そのファールで得たペナルティーキックを決めた。ラウンドオブ16のオランダ戦でもゴールを挙げベスト8進出に貢献。準々決勝のデンマーク戦でも得点ランキング1位のクリスティアーノ・ロナウドに並ぶ大会5点目となるゴールを決めたが、試合は1-2と敗れた。
得点ランキングではロナウドに並んでいたが、ロナウドが1アシストを記録していたたため大会規定により得点王のタイトルは獲得出来なかったが、シルバーブーツ賞を受賞、また上記のスコットランド戦のゴールは大会最優秀ゴールに選ばれ、2021年のプスカシュ賞にもノミネートされた。

## 個人成績

### 代表
試合数
- 国際Aマッチ 37試合 18得点（2016年 - ）

| チェコ代表 | 国際Aマッチ | 国際Aマッチ |
| 年         | 出場        | 得点        |
| ---------- | ----------- | ----------- |
| 2016       | 3           | 1           |
| 2017       | 2           | 0           |
| 2018       | 9           | 4           |
| 2019       | 8           | 4           |
| 2020       | 0           | 0           |
| 2021       | 11          | 8           |
| 2022       | 2           | 1           |
| 2023       | 0           | 0           |
| 2024       | 2           | 0           |
| 通算       | 37          | 18          |

得点
| #  | 開催日         | 開催地                                       | 対戦国         | スコア | 結果 | 大会                          |
| -- | -------------- | -------------------------------------------- | -------------- | ------ | ---- | ----------------------------- |
| 1  | 2016年5月27日  | クーフシュタイン・アレーナ                   | マルタ         | 6–0    | 6–0  | 親善試合                      |
| 2  | 2018年3月26日  | 広西体育中心                                 | 中華人民共和国 | 2–1    | 4–1  | チャイナ・カップ2018          |
| 3  | 2018年9月6日   | メスツキー・フトバロビー・スタディオン       | ウクライナ     | 1–0    | 1–2  | UEFAネーションズリーグ2018-19 |
| 4  | 2018年10月13日 | シュタディオーン・アントナ・マラチンスケーホ | スロバキア     | 2–1    | 2–1  | UEFAネーションズリーグ2018-19 |
| 5  | 2018年11月19日 | シノー・ティップ・アレナ                     | スロバキア     | 1–0    | 1–0  | UEFAネーションズリーグ2018-19 |
| 6  | 2019年6月7日   | レトナ・スタジアム                           | ブルガリア     | 1–1    | 2–1  | UEFA EURO 2020予選            |
| 7  | 2019年6月7日   | レトナ・スタジアム                           | ブルガリア     | 2–1    | 2–1  | UEFA EURO 2020予選            |
| 8  | 2019年6月10日  | アンドレフ・スタディオン                     | モンテネグロ   | 3–0    | 3–0  | UEFA EURO 2020予選            |
| 9  | 2019年9月7日   | スタディウミ・ファディル・ボクリ             | コソボ         | 1–0    | 1–2  | UEFA EURO 2020予選            |
| 10 | 2021年3月24日  | アレーナ・ルブリン                           | エストニア     | 1–1    | 6–2  | 2022 FIFAワールドカップ予選   |
| 11 | 2021年6月8日   | レトナ・スタジアム                           | アルバニア     | 1–0    | 3–1  | 親善試合                      |
| 12 | 2021年6月14日  | ハムデン・パーク                             | スコットランド | 1–0    | 2–0  | UEFA EURO 2020                |
| 13 | 2021年6月14日  | ハムデン・パーク                             | スコットランド | 2–0    | 2–0  | UEFA EURO 2020                |
| 14 | 2021年6月18日  | ハムデン・パーク                             | クロアチア     | 1–0    | 1–1  | UEFA EURO 2020                |
| 15 | 2021年6月27日  | プスカシュ・アレーナ                         | オランダ       | 2–0    | 2–0  | UEFA EURO 2020                |
| 16 | 2021年7月3日   | バクー・オリンピックスタジアム               | デンマーク     | 1–2    | 1–2  | UEFA EURO 2020                |
| 17 | 2021年10月11日 | カザン、セントラル・スタジアム               | ベラルーシ     | 1-0    | 2-0  | 2022 FIFAワールドカップ・予選 |
| 18 | 2022年9月27日  | ザンクト・ガレン、キブンパルク               | スイス         | 2-1    | 2-1  | UEFAネーションズリーグ2022-23 |

## タイトル

### クラブ
スパルタ・プラハ
- フォルトゥナ・リガ: 2013–14
- ポハール・チェスケー・ポシュスティ: 2013–14
- チェスキー・スペルポハール: 2014

バイエル・レバークーゼン
- ブンデスリーガ: 2023-24
- DFBポカール:2023-24

### 個人
- UEFA EURO 2020: シルバーブーツ
- UEFA EURO 2020: 大会最優秀ゴール賞